# Palaghiaccio di Courmayeur
Il Palaghiaccio di Courmayeur (in francese, Patinoire de Courmayeur) è una struttura sportiva polivalente per gli sport del ghiaccio; si trova a Dolonne, in Valle d'Aosta.

## Descrizione
Il campo di gara rispetta le dimensioni olimpiche di 30 metri x 60, il che consente di disputare competizioni ufficiali di hockey su ghiaccio, di pattinaggio su ghiaccio e di curling. L'impianto può ospitare fino a 3000 spettatori.

## Storia
Il palaghiaccio si trova a Dolonne, nel comune di Courmayeur, all'interno di un complesso sportivo che ospita anche campi da tennis, piste di bocce, campi di squash, una palestra di arrampicata e delle sale congressi.
In passato è stato lo stadio casalingo di due squadre di hockey su ghiaccio: il CourmAosta e i Devils Courmayeur.